# 대한민국의 축구 최상위리그 우승 구단
대한민국의 축구 최상위리그 챔피언(Korean football champions)은 대한민국 축구 리그 시스템 상의 최상위리그에서 우승한 팀을 지칭한다. 1983년 이전까지는 실업축구리그로서 전국실업축구연맹전이 존재했다. 1983년에 대한민국 최초의 프로축구 리그인 K리그가 출범하여 최상위리그를 담당해왔으며, 2013년에 프로축구에 승강제가 도입되면서 새롭게 개편된 1부리그 K리그 클래식이 최상위리그가 되었다. 한편 2018년부터 K리그 클래식이 K리그1으로 개칭하여 현재에 이르고 있다. 

## 역사
1983년 2월 28일 대한축구협회가 수퍼리그 창설에 원칙적인 합의에 도달하였고,같은 해 3월 3일 '수퍼리그 위원회'가 발족되어 본격적인 창설 준비에 들어갔다. 그 후 3개월여의 난산 끝에 계획대로 2개의 프로축구단 할렐루야, 유공과 3개의 실업축구단 포항제철, 대우, 국민은행 이렇게 총 5개 구단을 원년 멤버로 하는 수퍼리그가 5월 8일 동대문운동장에서 할렐루야와 유공간의 개막전을 시작으로 공식 출범하였다.
1994 시즌에 당시 대한축구협회 산하의 프로리그위원회가 독립하여 7월 30일 한국프로축구연맹으로 새롭게 출범하였는데, 초대 회장은 당시 대한축구협회장 정몽준이 겸직하게 되었다. 1995 시즌부터는 최초로 타이틀 스폰서를 도입하였다.
2012 시즌을 앞두고 승강제가 본격적으로 논의되기 시작하였다. 프로축구연맹은 2013 시즌부터 본격적인 승강제를 실시하는 것을 목표로 태스크포스팀을 신설하고 외부 컨설팅 업체에 '한국형 승강제' 모델의 수립을 의뢰하였다. 오랜 논의 끝에 1부 프로축구리그의 팀 수를 12개 팀으로 축소하는 동시에 4개의 팀을 신설 2부 프로축구리그로 강등시켜 승강제를 진행하는 안이 급부상하였다. 결국 당해 시즌 K리그에 당시 스코틀랜드 프리미어리그의 리그 진행 방식을 본뜬 스플릿 시스템을 도입하여 강등 팀 4팀을 결정하는 것으로 확정되는 듯 하였으나 시민구단들의 반발로 가칭 프로 2부리그로 강등되는 K리그 팀의 숫자가 4팀에서 2팀으로 축소되었다. 2013 시즌에 1부 프로축구리그의 명칭이 K리그 클래식, 2부 프로축구리그의 명칭이 K리그 챌린지로 확정되어, 오늘날까지 본격적으로 승강제가 실시되고 있다. 2018 시즌에는 K리그 클래식이 K리그1으로, K리그 챌린지가 K리그2로 개칭되었다. K리그1의 12위 팀은 자동으로 강등되며, 특이사항이 없는 한 K리그2의 1위 팀은 자동으로 승격한다. 그 외에 K리그1의 11위 팀과 K리그2의 승격 플레이오프 승자는 K리그 승강 플레이오프 1･2차전을 치른다.
성남 FC는 박종환 감독 시절 1993년, 1994년, 1995년에 모두 우승하여 K리그 역대 최초로 왕조를 세워 1990년대 초반을 지배하였다. 이후 차경복 감독 시절 2001년, 2002년, 2003년에 모두 우승하여 K리그 역대 2번째로 왕조를 세워 2000년대 초반을 지배하는 위업을 달성하였다. 현재 전북 현대 모터스는 9회 우승으로 K리그1 최다 우승 기록을 보유하고 있다. 승강제의 도입과 함께 K리그1으로 개편된 이후로는 포항 스틸러스, 전북 현대 모터스, 울산 현대,FC 서울이 리그에서 우승한 전력이 있다. 승강제 도입 이후 승강 플레이오프를 경험하지 않은 1부 팀은 울산 현대, 포항스틸러스, 전북 현대 모터스, 인천 유나이티드가 유일하다

## 전국실업축구연맹전 (1964–1982)
| #  | 시즌      | 우승 (횟수)                                          | 준우승                                               | 관련 자료                                         |
| -- | --------- | ---------------------------------------------------- | ---------------------------------------------------- | ------------------------------------------------- |
| 1  | 1964 춘계 | 금성방직 (1) ･ 제일모직 (1) 공동 우승                | 금성방직 (1) ･ 제일모직 (1) 공동 우승                | 금성･일모 우승                                    |
| 2  | 1964 추계 | 금성방직 (2)                                         | 대한중석                                             | 금성방직 팀이 우승                                |
| 3  | 1965 춘계 | 금성방직 (3) ･ 대한중석 (1) ･ 한국전력 (1) 공동 우승 | 금성방직 (3) ･ 대한중석 (1) ･ 한국전력 (1) 공동 우승 | 중석･한전･금성 3개팀 공동우승                     |
| 4  | 1965 추계 | 대한중석 (2)                                         | 석탄공사                                             | 중석, 우승확정                                    |
| 5  | 1966 춘계 | 서울시경 (1)                                         | 한국전력                                             | 시경 첫 우승                                      |
| 6  | 1966 추계 | 대한중석 (3) ･ 서울시경 (2) 공동 우승                | 대한중석 (3) ･ 서울시경 (2) 공동 우승                | 중석･경찰 우승                                    |
| 7  | 1967 춘계 | 치안국 (3)                                           | 쌍용양회                                             | 치안국, 일모 눌러 우승                            |
| 8  | 1967 추계 | 한국전력 (2)                                         | 제일모직                                             | 한전팀 우승                                       |
| 9  | 1968 춘계 | 대한중석 (4)                                         | 한국전력                                             | 중석팀 우승                                       |
| 10 | 1968 추계 | 제일모직 (2) ･ 병참단 (1) 공동 우승                  | 제일모직 (2) ･ 병참단 (1) 공동 우승                  | 일모･병참 공동우승                                |
| 11 | 1969 춘계 | 한국전력 (3)                                         | 대한중석                                             | 한전팀 수위                                       |
| 12 | 1969 추계 | 확인불가                                             | 확인불가                                             | –                                                 |
| 13 | 1970 춘계 | 제일모직 (3)                                         | 확인불가 – 대한중석 또는 육군                        | 일모, 한전 꺾어 우승                              |
| 14 | 1970 추계 | 조흥은행 (1)                                         | 신탁은행                                             | 실업축구 결승리그서 2승1무 조은, 신은과 비겨 우승 |
| 15 | 1971 춘계 | 신탁은행 (1)                                         | 외환은행 & 주택은행 공동 준우승                      | 실업축구 폐막 신탁은 창설 이래 첫 우승            |
| 16 | 1971 추계 | 해병대 (1)                                           | 신탁은행 & 조흥은행 공동 준우승                      | 실업연맹축구 폐막 해병대 우승                     |
| 17 | 1972 춘계 | 주택은행 (1)                                         | 해병대                                               | 실업축구 해병대와 0-0 주택은 우승차지             |
| 18 | 1972 추계 | 주택은행 (2)                                         | 해병대                                               | 금융단 축구 주택은, 조은 꺽고 패권                |
| 19 | 1973 춘계 | 해병대 (2)                                           | 국민은행                                             | 춘계실업축구 해병팀 우승                          |
| 20 | 1973 추계 | 신탁은행 (2)                                         | 육군                                                 | 실업축구 폐막 신탁은서 우승                       |
| 21 | 1974 춘계 | 조흥은행 (2)                                         | 육군                                                 | 춘계실업축구 폐막 조흥은, 4년만에 패권            |
| 22 | 1974 추계 | 상업은행 (1) ･ 육군 (2) 공동 우승                    | 상업은행 (1) ･ 육군 (2) 공동 우승                    | 실업축구 가을전 상업･육군 공동우승                |
| 23 | 1975 춘계 | 포항제철 (1)                                         | 육군                                                 | 실업축구, 포철팀 우승차지                         |
| 24 | 1975 추계 | 중소기업은행 (1)                                     | 자동차보험                                           | 실업축구 기은, 7년만에 첫 우승                    |
| 25 | 1976 춘계 | 신탁은행 (3) ･ 외환은행 (1) 공동 우승                | 신탁은행 (3) ･ 외환은행 (1) 공동 우승                | 외환･신탁 공동 우승                               |
| 26 | 1976 추계 | 대회 중단                                            | 대회 중단                                            | '76 스포츠의 명암                                 |
| 27 | 1977 통합 | 육군 (3)                                             | 포항제철                                             | 육군, 77' 실업축구 제패                           |
| 28 | 1978 춘계 | 서울시청 (1) ･ 해군 (1) 공동 우승                    | 서울시청 (1) ･ 해군 (1) 공동 우승                    | 실업축구 서울시청･해군 우승                       |
| 29 | 1978 추계 | 자동차보험 (1)                                       | 서울시청                                             | 실업축구 자보 패권차지                            |
| 30 | 1979 춘계 | 중소기업은행 (2)                                     | 육군 충의                                            | 실업축구, 유동춘 활약 충의 꺾어 기은 3년만에 패권 |
| 31 | 1979 추계 | 대회 중단                                            | 대회 중단                                            | 11월의 스포츠 보관됨 2021-01-12 - archive.today   |
| 32 | 1980 춘계 | 육군 충의 (4) ･ 서울시청 (2) 공동 우승               | 육군 충의 (4) ･ 서울시청 (2) 공동 우승               | 실업축구 충의･서울시청 공동우승                   |
| 33 | 1980 추계 | 자동차보험 (2) ･ 공군 성무 (1) 공동 우승             | 자동차보험 (2) ･ 공군 성무 (1) 공동 우승             | 실업축구 추계연맹전 자보･성무 공동우승            |
| 34 | 1981 춘계 | 대우 (1)                                             | 해군 해룡                                            | 실업축구 1차리그 대우, 정상에 올라                |
| 35 | 1981 추계 | 포항제철 (2)                                         | 육군 충의                                            | 실업축구 후기리그 충의 준우승                     |
| 36 | 1982 통합 | 포항제철 (3)                                         | 국민은행                                             | 코리언리그 축구 포철 우승차지                     |

## K리그 (1983–2012)
| #  | 시즌 | 우승 (횟수)            | 준우승             | 3위                | 최다 득점자                       |
| -- | ---- | ---------------------- | ------------------ | ------------------ | --------------------------------- |
| 1  | 1983 | 할렐루야 (1)           | 대우 로얄즈        | 유공 코끼리        | 박윤기 (유공 코끼리, 9골)         |
| 2  | 1984 | 대우 로얄즈 (1)        | 유공 코끼리        | 현대 호랑이        | 백종철 (현대 호랑이, 16골)        |
| 3  | 1985 | 럭키금성 황소 (1)      | 포항제철 아톰즈    | 대우 로얄즈        | 피아퐁 (럭키금성 황소, 12골)      |
| 4  | 1986 | 포항제철 아톰즈 (1)    | 럭키금성 황소      | 현대 호랑이        | 정해원 (대우 로얄즈, 10골)        |
| 5  | 1987 | 대우 로얄즈 (2)        | 포항제철 아톰즈    | 유공 코끼리        | 최상국 (포항제철 아톰즈, 15골)    |
| 6  | 1988 | 포항제철 아톰즈 (2)    | 현대 호랑이        | 유공 코끼리        | 이기근 (포항제철 아톰즈, 12골)    |
| 7  | 1989 | 유공 코끼리 (1)        | 럭키금성 황소      | 대우 로얄즈        | 조긍연 (포항제철 아톰즈, 20골)    |
| 8  | 1990 | 럭키금성 황소 (2)      | 대우 로얄즈        | 포항제철 아톰즈    | 윤상철 (럭키금성 황소, 12골)      |
| 9  | 1991 | 대우 로얄즈 (3)        | 현대 호랑이        | 포항제철 아톰즈    | 이기근 (포항제철 아톰즈, 16골)    |
| 10 | 1992 | 포항제철 아톰즈 (3)    | 일화 천마          | 현대 호랑이        | 임근재 (LG 치타스, 10골)          |
| 11 | 1993 | 일화 천마 (1)          | LG 치타스          | 현대 호랑이        | 차상해 (포항제철 아톰즈, 10골)    |
| 12 | 1994 | 일화 천마 (2)          | 유공 코끼리        | 포항제철 아톰즈    | 윤상철 (LG 치타스, 21골)          |
| 13 | 1995 | 일화 천마 (3)          | 포항 아톰즈        | 현대 호랑이        | 노상래(전남 드래곤즈, 15골)       |
| 14 | 1996 | 울산 현대 호랑이 (1)   | 수원 삼성 블루윙즈 | 포항 아톰즈        | 신태용 (천안 일화 천마, 18골)     |
| 15 | 1997 | 부산 대우 로얄즈 (4)   | 전남 드래곤즈      | 울산 현대 호랑이   | 김현석 (울산 현대 호랑이, 9골)    |
| 16 | 1998 | 수원 삼성 블루윙즈 (1) | 울산 현대 호랑이   | 포항 스틸러스      | 유상철 (울산 현대 호랑이, 14골)   |
| 17 | 1999 | 수원 삼성 블루윙즈 (2) | 부산 대우 로얄즈   | 부천 SK            | 샤샤 (수원 삼성 블루윙즈, 18골)   |
| 18 | 2000 | 안양 LG 치타스 (3)     | 부천 SK            | 성남 일화 천마     | 김도훈 (전북 현대 모터스, 12골)   |
| 19 | 2001 | 성남 일화 천마 (4)     | 안양 LG 치타스     | 수원 삼성 블루윙즈 | 산드로 (수원 삼성 블루윙즈, 13골) |
| 20 | 2002 | 성남 일화 천마 (5)     | 울산 현대 호랑이   | 수원 삼성 블루윙즈 | 에드밀손 (전북 현대 모터스, 14골) |
| 21 | 2003 | 성남 일화 천마 (6)     | 울산 현대 호랑이   | 수원 삼성 블루윙즈 | 김도훈 (성남 일화 천마, 28골)     |
| 22 | 2004 | 수원 삼성 블루윙즈 (3) | 포항 스틸러스      | 울산 현대 호랑이   | 모따 (전남 드래곤즈, 14골)        |
| 23 | 2005 | 울산 현대 호랑이 (2)   | 인천 유나이티드    | 성남 일화 천마     | 마차도 (울산 현대 호랑이, 13골)   |
| 24 | 2006 | 성남 일화 천마 (7)     | 수원 삼성 블루윙즈 | 포항 스틸러스      | 우성용 (성남 일화 천마, 16골)     |
| 25 | 2007 | 포항 스틸러스 (4)      | 성남 일화 천마     | 수원 삼성 블루윙즈 | 까보레 (경남, 17골)               |
| 26 | 2008 | 수원 삼성 블루윙즈 (4) | FC 서울            | 울산 현대          | 두두 (성남 일화 천마, 15골)       |
| 27 | 2009 | 전북 현대 모터스 (1)   | 성남 일화 천마     | 포항 스틸러스      | 이동국 (전북 현대 모터스, 20골)   |
| 28 | 2010 | FC 서울 (4)            | 제주 유나이티드    | 전북 현대 모터스   | 유병수 (인천 유나이티드, 22골)    |
| 29 | 2011 | 전북 현대 모터스 (2)   | 울산 현대          | 포항 스틸러스      | 데얀 (FC 서울, 23골)              |
| 30 | 2012 | FC 서울 (5)            | 전북 현대 모터스   | 포항 스틸러스      | 데얀 (FC 서울, 31골)              |

## K리그1 (2013–현재)
| #  | 시즌 | 우승 (횟수)          | 준우승             | 3위                | 최다 득점자                           |
| -- | ---- | -------------------- | ------------------ | ------------------ | ------------------------------------- |
| 31 | 2013 | 포항 스틸러스 (5)    | 울산 현대          | 전북 현대 모터스   | 데얀 (FC 서울, 19골)                  |
| 32 | 2014 | 전북 현대 모터스 (3) | 수원 삼성 블루윙즈 | FC 서울            | 산토스 (수원 삼성 블루윙즈, 14골)     |
| 33 | 2015 | 전북 현대 모터스 (4) | 수원 삼성 블루윙즈 | 포항 스틸러스      | 김신욱 (전북 현대 모터스, 18골)       |
| 34 | 2016 | FC 서울 (6)          | 전북 현대 모터스   | 제주 유나이티드    | 정조국 (광주, 20골)                   |
| 35 | 2017 | 전북 현대 모터스 (5) | 제주 유나이티드    | 수원 삼성 블루윙즈 | 조나탄 (수원 삼성 블루윙즈, 22골)     |
| 36 | 2018 | 전북 현대 모터스 (6) | 경남 FC            | 울산 현대          | 말컹 (경남 FC, 26골)                  |
| 37 | 2019 | 전북 현대 모터스 (7) | 울산 현대          | FC 서울            | 타가트 (수원 삼성 블루윙즈, 20골)     |
| 38 | 2020 | 전북 현대 모터스 (8) | 울산 현대          | 포항 스틸러스      | 주니오 (울산 현대, 26골)              |
| 39 | 2021 | 전북 현대 모터스 (9) | 울산 현대          | 대구 FC            | 주민규 (제주 유나이티드, 22골)        |
| 40 | 2022 | 울산 현대 (3)        | 전북 현대 모터스   | 포항 스틸러스      | 조규성 (전북 현대 모터스, 17골)       |
| 41 | 2023 | 울산 현대 (4)        | 포항 스틸러스      | 광주 FC            | 주민규 (울산 현대, 17골)              |
| 42 | 2024 | 울산 현대 (5)        | 강원 FC            | 김천 상무          | 스테판 무고샤 (인천 유나이티드, 15골) |

## 통계

### 역대 (1964–현재)

#### 구단별 우승 횟수
- 굵은 글씨로 표시된 구단은 현재 K리그에서 활동하고 있는 구단이다.
- 기울인 글씨로 표시된 연도는 공동 우승 혹은 공동 준우승으로 시상된 시즌을 의미한다.
- s는 춘계대회 a는 추계대회를 의미한다.

| 구단                                                    | 우승 | 준우승 | 우승 시즌                                            | 준우승 시즌                                                |
| ------------------------------------------------------- | ---- | ------ | ---------------------------------------------------- | ---------------------------------------------------------- |
| 전북 현대 모터스                                        | 9    | 3      | 2009, 2011, 2014, 2015, 2017, 2018, 2019, 2020, 2021 | 2012, 2016, 2022                                           |
| 포항 스틸러스                                           | 8    | 6      | 1975s, 1981a, 1982, 1986, 1988, 1992, 2007, 2013     | 1977, 1985, 1987, 1995, 2004, 2023                         |
| 성남 FC                                                 | 7    | 3      | 1993, 1994, 1995, 2001, 2002, 2003, 2006             | 1992, 2007, 2009                                           |
| 울산 HD                                                 | 5    | 10     | 1996, 2005, 2022, 2023, 2024                         | 1988, 1991, 1998, 2002, 2003, 2011, 2013, 2019, 2020, 2021 |
| FC 서울                                                 | 6    | 5      | 1985, 1990, 2000, 2010, 2012, 2016                   | 1986, 1989, 1993, 2001, 2008                               |
| 부산 아이파크                                           | 5    | 3      | 1981s, 1984, 1987, 1991, 1997                        | 1983, 1990, 1999                                           |
| 육군 축구단 (육군 병참단 축구단 기록 포함)              | 4    | 5      | 1968a, 1974a, 1977, 1980s                            | 1973a, 1974s, 1975s, 1979s, 1981a                          |
| 수원 삼성 블루윙즈                                      | 4    | 4      | 1998, 1999, 2004, 2008                               | 1996, 2006, 2014, 2015                                     |
| 대한중석 축구단                                         | 4    | 3      | 1965s, 1965a, 1966a, 1968s                           | 1964a, 1969s, 1970s                                        |
| 한국전력축구단                                          | 3    | 2      | 1965s, 1967a, 1969s                                  | 1966s, 1968s                                               |
| 서울신탁은행 축구단 (한국신탁은행 축구단 기록 포함)     | 3    | 2      | 1971s, 1973a, 1976s                                  | 1970a, 1971a                                               |
| 제일모직 축구단                                         | 3    | 1      | 1964s, 1968a, 1970s                                  | 1967a                                                      |
| 금성방직 축구단                                         | 3    | 0      | 1964s, 1964a, 1965s                                  |                                                            |
| 경찰 축구단 (서울시경 축구단과 치안국 축구단 기록 포함) | 3    | 0      | 1966s, 1966a, 1967s                                  |                                                            |
| 해병대 축구단                                           | 2    | 2      | 1971a, 1973s                                         | 1972s, 1972a                                               |
| 한국주택은행 축구단                                     | 2    | 1      | 1972s, 1972a                                         | 1971s                                                      |
| 조흥은행 축구단                                         | 2    | 1      | 1970a, 1974s                                         | 1971a                                                      |
| 서울시청 축구단                                         | 2    | 1      | 1978s, 1980s                                         | 1978a                                                      |
| 한국자동차보험 축구단                                   | 2    | 1      | 1978a, 1980a                                         | 1975a                                                      |
| 한국산업은행 축구단                                     | 2    | 0      | 1975a, 1979s                                         |                                                            |
| 제주 유나이티드                                         | 1    | 5      | 1989                                                 | 1984, 1994, 2000, 2010, 2017                               |
| 한국외환은행 축구단                                     | 1    | 1      | 1976s                                                | 1971s                                                      |
| 해군 축구단                                             | 1    | 1      | 1978s                                                | 1981s                                                      |
| 한국상업은행 축구단                                     | 1    | 0      | 1974a                                                |                                                            |
| 공군 축구단                                             | 1    | 0      | 1980a                                                |                                                            |
| 할렐루야 축구단                                         | 1    | 0      | 1983                                                 |                                                            |
| 국민은행 축구단                                         | 0    | 2      |                                                      | 1973s, 1982                                                |
| 대한석탄공사 축구단                                     | 0    | 1      |                                                      | 1965a                                                      |
| 쌍용양회 축구단                                         | 0    | 1      |                                                      | 1967s                                                      |
| 전남 드래곤즈                                           | 0    | 1      |                                                      | 1997                                                       |
| 인천 유나이티드                                         | 0    | 1      |                                                      | 2005                                                       |
| 경남 FC                                                 | 0    | 1      |                                                      | 2018                                                       |
| 강원 FC                                                 | 0    | 1      |                                                      | 2024                                                       |

### 프로축구 시대 (1983–현재)

#### 구단별 우승 횟수
| 구단               | 우승 | 준우승 | 우승 연도                                            | 준우승 연도                                                |
| ------------------ | ---- | ------ | ---------------------------------------------------- | ---------------------------------------------------------- |
| 전북 현대 모터스   | 9    | 3      | 2009, 2011, 2014, 2015, 2017, 2018, 2019, 2020, 2021 | 2012, 2016, 2022                                           |
| 성남 FC            | 7    | 3      | 1993, 1994, 1995, 2001, 2002, 2003, 2006             | 1992, 2007, 2009                                           |
| FC 서울            | 6    | 5      | 1985, 1990, 2000, 2010, 2012, 2016                   | 1986, 1989, 1993, 2001, 2008                               |
| 울산 HD            | 5    | 10     | 1996, 2005, 2022, 2023, 2024                         | 1988, 1991, 1998, 2002, 2003, 2011, 2013, 2019, 2020, 2021 |
| 포항 스틸러스      | 5    | 5      | 1986, 1988, 1992, 2007, 2013                         | 1985, 1987, 1995, 2004, 2023                               |
| 수원 삼성 블루윙즈 | 4    | 4      | 1998, 1999, 2004, 2008                               | 1996, 2006, 2014, 2015                                     |
| 부산 아이파크      | 4    | 3      | 1984, 1987, 1991, 1997                               | 1983, 1990, 1999                                           |
| 제주 유나이티드    | 1    | 5      | 1989                                                 | 1984, 1994, 2000, 2010, 2017                               |
| 할렐루야           | 1    | 0      | 1983                                                 | —                                                          |
| 전남 드래곤즈      | 0    | 1      | —                                                    | 1997                                                       |
| 인천 유나이티드    | 0    | 1      | —                                                    | 2005                                                       |
| 경남 FC            | 0    | 1      | —                                                    | 2018                                                       |
| 강원 FC            | 0    | 1      | —                                                    | 2024                                                       |

#### 연고지별 우승 횟수
※ 한국 프로축구 K리그에 실질적으로 공식 지역 연고제가 시행된 1987시즌부터의 연고지별 우승 횟수이다.
| 연고지      | 횟수 | 구단                                                                    |
| ----------- | ---- | ----------------------------------------------------------------------- |
| 전북        | 9    | 전북 현대 모터스 (2009, 2011, 2014, 2015, 2017, 2018, 2019, 2020, 2021) |
| 서울        | 7    | FC 서울 (19901, 2010, 2012, 2016)                                       |
| 서울        | 7    | 일화 천마 (1993, 1994, 1995)                                            |
| 포항        | 4    | 포항 스틸러스 (19882, 19922, 2007, 2013)                                |
| 수원        | 4    | 수원 삼성 블루윙즈 (1998, 1999, 2004, 2008)                             |
| 성남        | 4    | 성남 일화 천마 (2001, 2002, 2003, 2006)                                 |
| 울산        | 5    | 울산 HD (1996, 2005, 2022, 2023, 2024)                                  |
| 부산        | 2    | 대우 로얄즈 (19913, 1997)                                               |
| 안양        | 1    | 안양 LG 치타스 (2000)                                                   |
| 부산 & 경남 | 1    | 대우 로얄즈 (1987)                                                      |
| 인천 & 경기 | 1    | 유공 코끼리 (1989)                                                      |

#### 지역별 우승 횟수
※ 한국 프로축구 K리그에 실질적으로 공식 지역 연고제가 시행된 1987시즌부터의 지역별 우승 횟수이다.
| 지역               | 횟수 | 연고지          | 구단                                                                    |
| ------------------ | ---- | --------------- | ----------------------------------------------------------------------- |
| 경기 지방 (수도권) | 17   | (7) 서울        | FC 서울 (19901, 2010, 2012, 2016)                                       |
| 경기 지방 (수도권) | 17   | (7) 서울        | 일화 천마 (1993, 1994, 1995)                                            |
| 경기 지방 (수도권) | 17   | (4) 수원        | 수원 삼성 블루윙즈 (1998, 1999, 2004, 2008)                             |
| 경기 지방 (수도권) | 17   | (4) 성남        | 성남 일화 천마 (2001, 2002, 2003, 2006)                                 |
| 경기 지방 (수도권) | 17   | (1) 안양        | 안양 LG 치타스 (2000)                                                   |
| 경기 지방 (수도권) | 17   | (1) 인천 & 경기 | 유공 코끼리 (1989)                                                      |
| 영남 지방 (경상권) | 11   | (4) 포항        | 포항 스틸러스 (19882, 19922, 2007, 2013)                                |
| 영남 지방 (경상권) | 11   | (4) 울산        | 울산 현대 호랑이 (1996, 2005, 2022, 2023)                               |
| 영남 지방 (경상권) | 11   | (2) 부산        | 부산 대우 로얄즈 (19913, 1997)                                          |
| 영남 지방 (경상권) | 11   | (1) 부산 & 경남 | 대우 로얄즈 (1987)                                                      |
| 호남 지방 (전라권) | 9    | (9) 전북        | 전북 현대 모터스 (2009, 2011, 2014, 2015, 2017, 2018, 2019, 2020, 2021) |
| 호서 지방 (충청권) | 0    |                 |                                                                         |
| 관동 지방 (강원권) | 0    |                 |                                                                         |
| 제주 지방 (제주권) | 0    |                 |                                                                         |

1. 당시 구단 명칭: 럭키금성 황소
2. 당시 구단 명칭: 포항제철 아톰즈
3. 당시 구단 명칭: 대우 로얄즈

## 같이 보기
- K리그 우승 기록
- 대한민국의 축구 2부리그 우승 구단